# Ludwik Dorn
Ludwik Stanisław Dorn (Varsavia, 5 giugno 1954 – Varsavia, 7 aprile 2022) è stato un politico polacco, Maresciallo del Sejm dal 27 aprile 2007 al 4 novembre 2007.